# Lago Uvs
O lago Uvs (em mongol:  Увс нуур; em tuviniano: Успа-Холь) é um lago altamente salino em uma bacia endorreica - Bacia do Uvs Nuur - na Mongólia com uma pequena parte na Rússia. É o maior lago da Mongólia em superfície cobrindo 3 350  km² a 759 m acima do nível do mar. 
A ponta nordeste do lago está situada na República de Tuva, Rússia. O maior assentamento próximo ao lago é Ulaangom.
Este lago raso e muito salino é o que restou de um enorme mar salino que abrangeu uma área muito maior há alguns milhares de anos.